# Fachklinik Bad Bentheim
Die Fachklinik Bad Bentheim ist eine Rehabilitationsklinik im Kurort Bad Bentheim im Landkreis Grafschaft Bentheim (Niedersachsen). Sie ist spezialisiert auf die Behandlung von Hauterkrankungen, rheumatischen Beschwerden, orthopädischen sowie kardiologischen Erkrankungen und ist bekannt  für ihre Schwefel- und Solequellen. Die Klinik kombiniert traditionelle Naturheilmittel mit moderner medizinischer Versorgung. Sie führt stationäre und  ambulante Behandlungen durch.

## Geschichte
Die Geschichte der Klinik begann im Jahr 1711, als Graf Franz Georg von Manderscheid-Blankenheim an einer schwefelhaltigen Quelle eine kleine Badeanlage und einen Kurpark im Bentheimer Wald errichten ließ. Die Schwefelquelle, die mitten im heutigen Kurpark liegt, gilt als zentraler Bestandteil der Heiltradition in Bad Bentheim. Sie war von Anfang an für ihre lindernden Eigenschaften bei rheumatischen Beschwerden bekannt und zog bereits im 18. Jahrhundert erste Badegäste an. Zwischen 1805 und 1810 führte der Bentheimer Apotheker Georg Friedrich Drees die erste chemische Analyse des schwefelhaltigen Wassers durch, was das Interesse an der Schwefelquelle weiter verstärkte. Diese Analyse und die darauffolgende Bekanntmachung durch den Arzt Christoph Wilhelm Hufeland führten zu einer Wiederbelebung des Badebetriebs im 19. Jahrhundert. Insbesondere Fürst Alexius zu Bentheim und Steinfurt setzte sich für den Ausbau des Kurortes ein und ließ 1820 das erste Logierhaus für Kurgäste errichten.
In den folgenden Jahren entstanden weitere Gebäude, die den Grundstein für den Kurbetrieb legten. 1823 wurde das erste Badehaus errichtet, 1850 folgte die Einweihung des Kurhauses, das zum gesellschaftlichen Mittelpunkt des Kurortes avancierte. Der Kurbetrieb zog zunehmend wohlhabende Gäste aus Deutschland und den benachbarten Niederlanden an. Besonders im 19. Jahrhundert entwickelte sich Bad Bentheim zu einem beliebten Sommerkurort für niederländische Gäste aus der Region Twente, die die Anlage in den Sommermonaten intensiv nutzten. Eine besondere Rolle in der medizinischen Entwicklung spielte das Jahr 1846, als der damalige Badearzt Hermann Aschendorf das erste russische Dampfbad im Kurpark einrichtete. Diese neue Therapiemöglichkeit fand großen Anklang und ergänzte die traditionellen Schwefelbäder. Aschendorf veröffentlichte mehrere Bücher, in denen er die heilende Wirkung der Schwefelbäder und des Dampfbades beschrieb, wodurch Bad Bentheim auch im Ausland bekannt wurde. Die Entwicklungen des 19. Jahrhunderts führten zu einer zunehmenden Bedeutung des Heilbads Bad Bentheim in der Region. Vor allem die Eröffnung weiterer Gebäude wie das Logierhaus und das Badehaus trugen zur Beliebtheit des Kurortes bei. Mit der staatlichen Anerkennung als Heilbad im Jahr 1978 und der offiziellen Umbenennung der Stadt zu „Bad Bentheim“ im Jahr 1979 erhielt der Kurort auch formell den Status, den er bereits seit vielen Jahrzehnten de facto innehatte.
Während des Ersten Weltkriegs blieb das Kurbad zunächst geöffnet, musste jedoch 1918 den Betrieb einstellen, als Marinesoldaten dort einquartiert wurden. Im Zweiten Weltkrieg erlebte das Kurhaus erneut eine Unterbrechung: Ab 1943 wurde es als Reservelazarett genutzt und später zur Unterbringung von Kriegsgefangenen. Am 20. Juni 1945 brannte das historische Kurhaus nieder und wurde nach dem Krieg nur noch teilweise wieder aufgebaut. Nach dem Krieg begann der Wiederaufbau des Kur- und Klinikbetriebs, der in den folgenden Jahrzehnten kontinuierlich erweitert wurde. 1963 wurde die Thermalsole- und Schwefelbad Bentheim GmbH gegründet, die bis heute für den Betrieb der Klinik verantwortlich ist. Die Schwefelquelle wurde saniert, und in den 1970er Jahren führte die Klinik die Thermalsole-Phototherapie zur Behandlung von Schuppenflechte ein, eine Therapie, die bis heute eine zentrale Rolle im Behandlungskonzept der Klinik spielt. Die 1970er Jahre brachten zudem eine bedeutende Erweiterung der Infrastruktur mit sich, darunter den Bau der Bentheimer Mineraltherme und mehrerer neuer Bettenhäuser. Seit den 1980er Jahren ist die Fachklinik Bad Bentheim zunehmend auf die Kombination aus moderner Medizin und traditionellen Naturheilmitteln spezialisiert.

## Trägerschaft und Struktur
Seit 1963 wird die Fachklinik Bad Bentheim als Thermalsole- und Schwefelbad Bentheim GmbH betrieben. Die Gesellschafter sind die Stiftung Fürst zu Bentheim und Steinfurt (50 %), die Stadt Bad Bentheim (25 %) und der Landkreis Grafschaft Bentheim (25 %).

## Behandlungsschwerpunkte
Die Fachklinik Bad Bentheim ist spezialisiert auf die Behandlung von Hautkrankheiten wie Schuppenflechte und Neurodermitis. Darüber hinaus werden Patienten mit rheumatischen und orthopädischen Beschwerden behandelt. In der Kardiologie bietet die Klinik Rehabilitationsprogramme für Patienten nach Herzoperationen oder Herzinfarkten an. Die Klinik kombiniert dabei traditionelle Heilmethoden mit moderner Medizin. Die Thermalsole und das Schwefelmineralwasser, die aus eigenen Quellen stammen, spielen eine zentrale Rolle in der Therapie.

## Infrastruktur und Ausstattung

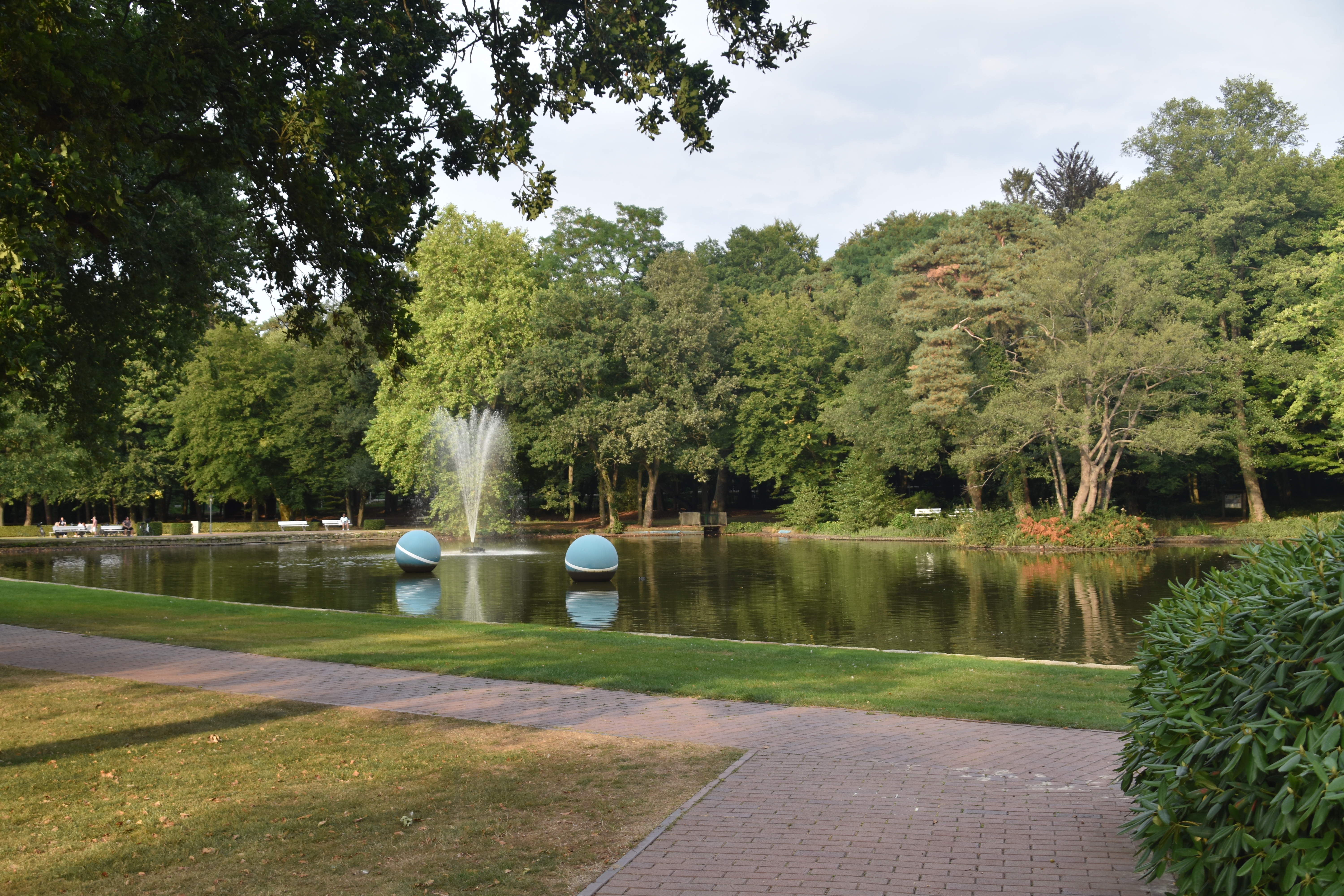
Kurpark mit Teich

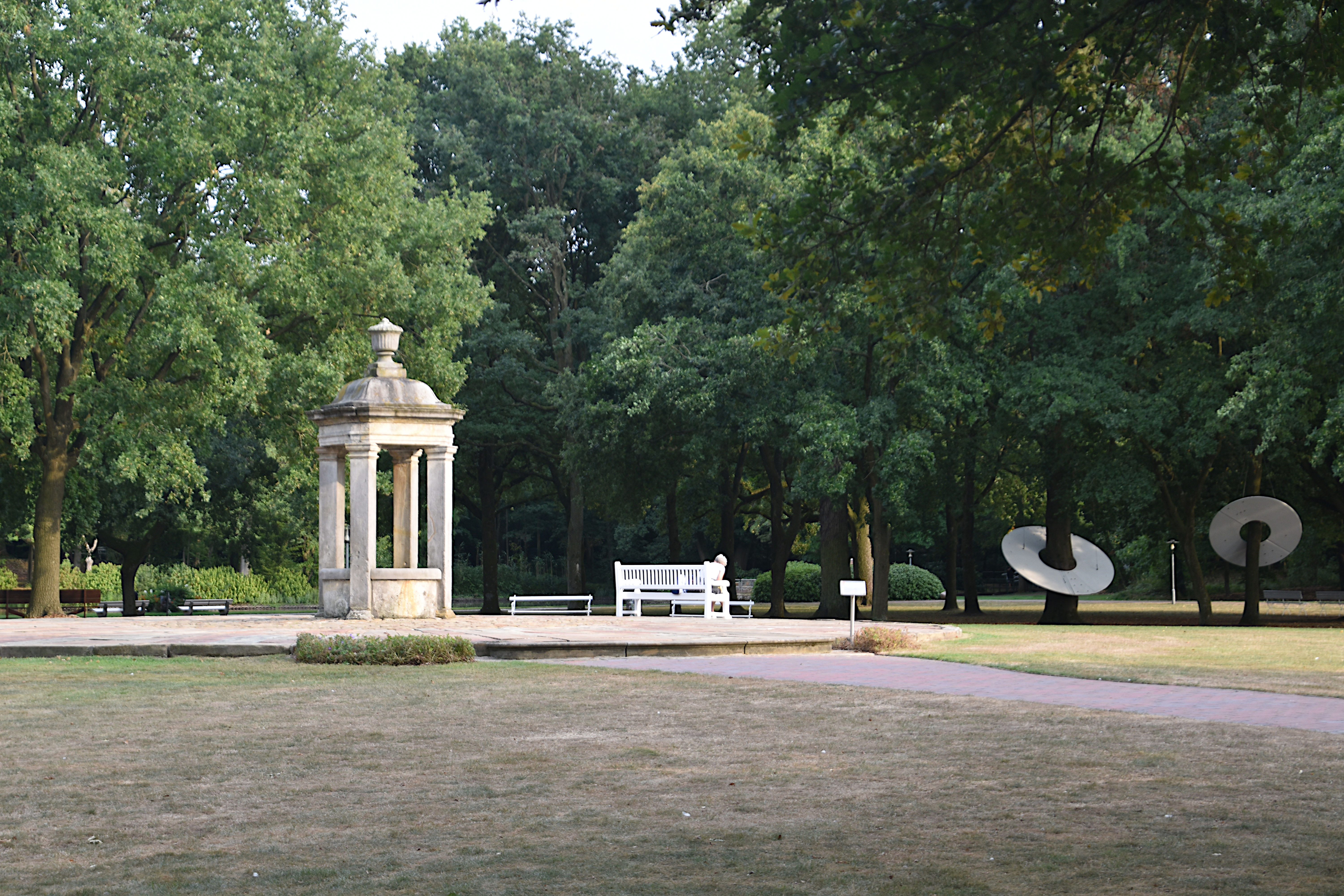
Historischer Brunnen im Kurpark

Die Klinik umfasst eine Fläche von über 16 Hektar. Auf dem Gelände der Fachklinik befinden sich neben den Klinikgebäuden auch ein Kurpark mit Teich sowie auch die Bentheimer Mineraltherme und das Trainings-Therapie-Zentrum (TTZ). Die Bentheimer Mineraltherme bietet verschiedene Solebäder und Saunen, darunter auch spezielle Anwendungen wie die Thermalsole-Phototherapie zur Behandlung von Hauterkrankungen.
Im Jahr 2017 wurde das Studienzentrum eröffnet, das klinische Studien zu neuen Medikamenten durchführt und sich als Forschungsstandort etabliert hat.
Am östlichen Rand des Geländes führt die Bahnstrecke Bad Bentheim–Coevorden entlang. Es ist geplant, dort einen Bahnhaltepunkt an der Linie des „Regiopa-Express“ (RB 56 Bad Bentheim – Nordhorn – Neuenhaus) zu bauen und ein hölzernes Wetterschutzhäuschen nach historischem Vorbild zu errichten.

## Besonderheiten
Ein besonderes Merkmal der Fachklinik Bad Bentheim ist der historische Bunker unter dem Klinikgelände, der in den 1960er Jahren als Hilfskrankenhaus für den Fall eines Atomkrieges errichtet wurde. Der Bunker war Teil eines bundesweiten Zivilschutzprogramms und wurde bis in die 1990er Jahre gewartet, jedoch nie genutzt.